# Barskie
Barskie – osiedle w Nowym Sączu. Graniczy z osiedlami Kochanowskiego, Westerplatte i Gołąbkowice. Obejmuje teren pomiędzy ulicami Barską, Lwowską, Batalionów Chłopskich i potokiem Łubinka. Pozostałe główne ulice osiedla to Broniewskiego i Sucharskiego.
Przeważającą część zabudowy osiedla stanowią bloki mieszkalne. Funkcjonuje tutaj Szkoła Podstawowa nr 18 oraz Specjalny Ośrodek Szkolno-Wychowawczy im. Marii Grzegorzewskiej.